# 亚历山大·瓦西里耶维奇·帕夫洛夫
亚历山大·瓦西里耶维奇·帕夫洛夫（俄语：Александр Васильевич Павлов，1880年12月22日—1937年8月14日）是苏联军事领导人。

## 生平
1880年，生于敖德萨的公务员家庭。
1918年，毕业于农业大学。
1914年，服兵役。
1915年，毕业敖德萨军事学校。
1917年，十月革命，任第7集团军革命委员会委员。国内战争时期，任东方面军的团长、旅长和步兵第27师师长。
1919年，任东南方面军（1920年改名高加索方面军）第10集团军司令。
1920年，任乌克兰和克里木武装部队军长、军区司令助理。
1922年，任第4步兵团司令。
1924年，任西部军区副司令。
1926年，任伏尔加军区部队的指挥官。
1930年，任工农红军步兵监助理。
1932年，任伏龙芝军事学院系主任、副院长。
1937年，被捕处死。
1956年，平反。